# Aganocrossus hirtus
Aganocrossus hirtus är en skalbaggsart som beskrevs av Bordat 1992. Aganocrossus hirtus ingår i släktet Aganocrossus och familjen Aphodiidae. Inga underarter finns listade i Catalogue of Life.